# Квадратный корень из 2
1,4142135623 7309504880 1688724209 6980785696 7187537694 
8073176679 7379907324 7846210703 8850387534 3276415727 
3501384623 0912297024 9248360558 5073721264 4121497099
9358314132 2266592750 5592755799 9505011527 8206057147 
0109559971 6059702745 3459686201 4728517418 6408891986
0955232923 0484308714 3214508397 6260362799 5251407989
6872533965 4633180882 9640620615 2583523950 5474575028
7759961729 8355752203 3753185701 1354374603 4084988471
6038689997 0699004815 0305440277 9031645424 7823068492
9369186215 8057846311 1596668713 0130156185 6898723723
5288509264 8612494977 1542183342 0428568606 0146824720
7714358548 7415565706 9677653720 2264854470 1585880162
0758474922 6572260020 8558446652 1458398893 9443709265
9180031138 8246468157 0826301005 9485870400 3186480342
1948972782 9064104507 2636881313 7398552561 1732204024
5091227700 2269411275 7362728049 5738108967 5040183698
6836845072 5799364729 0607629969 4138047565 4823728997
1803268024 7442062926 9124859052 1810044598 4215059112
0249441341 7285314781 0580360337 1077309182 8693147101 
7111168391 6581726889 4197587165 8215212822 9518488472

…

Квадратный корень из 2 равен длине гипотенузы в прямоугольном треугольнике с длиной катетов 1.

Квадратный корень из числа 2 — положительное вещественное число, которое при умножении само на себя даёт число 2. Обозначение: {\displaystyle {\sqrt {2}}.}
Геометрически корень из 2 можно представить как длину диагонали квадрата со стороной 1 (это следует из теоремы Пифагора). Вероятно, это было первое известное в истории математики иррациональное число (то есть число, которое нельзя точно представить в виде дроби).

Квадратный корень из 2.

Хорошим и часто используемым приближением к {\displaystyle {\sqrt {2}}} является дробь {\displaystyle {\tfrac {99}{70}}}. Несмотря на то, что числитель и знаменатель дроби лишь двузначные целые, оно отличается от реального значения меньше, чем на 1/10000.

## История

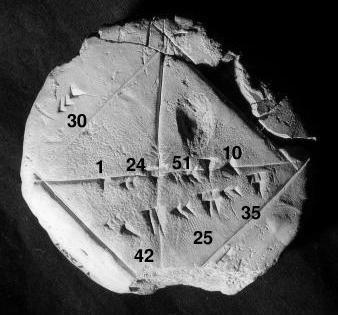
Вавилонская глиняная табличка с максимально точным указанием длины диагонали единичного квадрата четырёхзначным шестидесятеричным числом.

Вавилонская глиняная табличка (ок. 1800—1600 до н. э.) даёт наиболее точное приближённое значение {\displaystyle {\sqrt {2}}} при записи в четырёх шестидесятеричных цифрах, что после округления составляет 6 точных десятичных цифр:
{\displaystyle 1+{\frac {24}{60}}+{\frac {51}{60^{2}}}+{\frac {10}{60^{3}}}=1.41421(296)\,.}
Другое раннее приближение этого числа в древнеиндийском математическом тексте, называемом «Шульба-сутры» (ок. 800—200 до н. э.) даётся следующим образом:
{\displaystyle 1+{\frac {1}{3}}+{\frac {1}{3\cdot 4}}-{\frac {1}{3\cdot 4\cdot 34}}={\frac {577}{408}}\approx 1.414215686\,.}
Пифагорейцы обнаружили, что диагональ квадрата несоизмерима с его стороной, или на современном языке, что квадратный корень из двух является иррациональным числом. Мало что известно с определённостью о времени и обстоятельствах этого выдающегося открытия, но традиционно его авторство приписывается Гиппасу из Метапонта, которого за это открытие, по разным вариантам легенды, пифагорейцы не то убили, не то изгнали, поставив ему в вину разрушение главной пифагорейской доктрины о том, что «всё есть [натуральное] число». Поэтому квадратный корень из 2 иногда называют постоянной Пифагора, так как именно пифагорейцы доказали его иррациональность, тем самым открыв существование иррациональных чисел. Однако историки сомневаются в достоверности этих событий, и вообще в том, что несоизмеримые величины были открыты в 5 веке до н. э.

## Алгоритмы вычисления
Существует множество алгоритмов для приближения значения квадратного корня из двух обыкновенными или десятичными дробями. Самый популярный алгоритм для этого, который используется во многих компьютерах и калькуляторах, это вавилонский метод вычисления квадратных корней (частный случай метода Ньютона). Он состоит в следующем:
{\displaystyle a_{n+1}={\frac {a_{n}+{\frac {2}{a_{n}}}}{2}}={\frac {a_{n}}{2}}+{\frac {1}{a_{n}}}.}
Чем больше повторений в алгоритме (то есть, чем больше {\displaystyle n}), тем лучше приближение квадратного корня из двух. Каждое повторение приблизительно удваивает количество правильных цифр. Несколько первых приближений, начиная с {\displaystyle a_{0}=1}:
- {\displaystyle {\frac {3}{2}}={\color {Green}1}{,}5}
- {\displaystyle {\frac {17}{12}}={\color {Green}1{,}41}6\ldots }
- {\displaystyle {\frac {577}{408}}={\color {Green}1{,}41421}5\ldots }
- {\displaystyle {\frac {665857}{470832}}={\color {Green}1{,}41421356237}46\ldots }

В 1997 году Ясумаса Канада вычислил значение {\displaystyle {\sqrt {2}}} до 137 438 953 444 десятичных знаков после запятой. В феврале 2007 года рекорд был побит: Сигэру Кондо вычислил 200 миллиардов десятичных знаков после запятой в течение 13 дней и 14 часов, используя процессор с частотой 3,6 ГГц и 16 ГБ ОЗУ.

## Мнемоническое правило
Для запоминания значения корня из двойки с восемью знаками после запятой (1,41421356) можно воспользоваться следующим текстом (число букв в каждом слове соответствует десятичной цифре):
«И плод у меня, но у них много корней».

## Свойства квадратного корня из двух
Половина {\displaystyle {\sqrt {2}}} приблизительно равна 0,70710 67811 86548; эта величина даёт в геометрии и тригонометрии координаты единичного вектора, образующего угол 45° с координатными осями:
{\displaystyle {\frac {\sqrt {2}}{2}}={\sqrt {\frac {1}{2}}}={\frac {1}{\sqrt {2}}}=\cos 45^{\circ }=\sin 45^{\circ }.}
Одно из интересных свойств {\displaystyle {\sqrt {2}}} состоит в следующем:
{\displaystyle \ {1 \over {{\sqrt {2}}-1}}={\sqrt {2}}+1}. Потому что {\displaystyle ({\sqrt {2}}+1)({\sqrt {2}}-1)=2-1=1.}
Это является результатом свойства серебряного сечения.
Другое интересное свойство {\displaystyle {\sqrt {2}}}:
{\displaystyle {\sqrt {2+{\sqrt {2+{\sqrt {2+\cdots }}}}}}=2.}
Квадратный корень из двух может быть выражен в мнимых единицах i, используя только квадратные корни и арифметические операции:
{\displaystyle {\frac {{\sqrt {i}}+i{\sqrt {i}}}{i}}} и {\displaystyle {\frac {{\sqrt {-i}}-i{\sqrt {-i}}}{-i}}.}
Квадратный корень из 2 является единственным числом, отличным от 1, чья бесконечная тетрация равна его квадрату.
{\displaystyle {\sqrt {2}}^{{\sqrt {2}}^{{\sqrt {2}}^{\ \cdot ^{\cdot ^{\cdot }}}}}=2}
Квадратный корень из двух может быть также использован для приближения {\displaystyle \pi }:
{\displaystyle 2^{m}{\sqrt {2-{\sqrt {2+{\sqrt {2+\cdots +{\sqrt {2}}}}}}}}\to \pi \quad } при условии, что {\displaystyle 2} встречается под корнем {\displaystyle m} раз, и {\displaystyle m\to \infty .}
С точки зрения высшей алгебры, {\displaystyle {\sqrt {2}}} является корнем многочлена {\displaystyle x^{2}-2} и поэтому является целым алгебраическим числом. Множество чисел вида {\displaystyle a+b{\sqrt {2}}}, где {\displaystyle a,b} — рациональные числа, образует алгебраическое поле. Оно обозначается {\displaystyle \mathbb {Q} [{\sqrt {2}}]} и является подполем поля вещественных чисел.

## Доказательство иррациональности

### Доказательство через разложение на множители
Применим доказательство от противного: допустим, {\displaystyle {\sqrt {2}}} рационален, то есть представляется в виде дроби {\displaystyle {\frac {m}{n}}}, где {\displaystyle m} — целое число, а {\displaystyle n} — натуральное.
Возведём предполагаемое равенство в квадрат:
{\displaystyle {\sqrt {2}}={\frac {m}{n}}\Rightarrow 2={\frac {m^{2}}{n^{2}}}\Rightarrow m^{2}=2n^{2}}.
Так как разложение {\displaystyle m^{2}} на простые множители содержит {\displaystyle 2} в чётной степени, а {\displaystyle 2n^{2}} — в нечётной, равенство {\displaystyle m^{2}=2n^{2}} невозможно.
Значит, исходное предположение было неверным, и {\displaystyle {\sqrt {2}}} — иррациональное число.

## Непрерывная дробь
Квадратный корень из двух может быть представлен в виде непрерывной дроби:
{\displaystyle \ {\sqrt {2}}=1+{\cfrac {1}{2+{\cfrac {1}{2+{\cfrac {1}{2+{\cfrac {1}{2+\ddots }}}}}}}}.}
Подходящие дроби данной непрерывной дроби дают приближённые значения, быстро сходящиеся к точному квадратному корню из двух. Способ их вычисления прост: если обозначить предыдущую подходящую дробь {\displaystyle {\frac {m}{n}}}, то последующая имеет вид {\displaystyle {\frac {m+2n}{m+n}}}. Скорость сходимости здесь меньше, чем у вавилонского метода, но вычисления гораздо проще. Выпишем несколько первых приближений:
{\displaystyle {\frac {3}{2}};\ {\frac {7}{5}};\ {\frac {17}{12}};\ {\frac {41}{29}};\ {\frac {99}{70}};\ {\frac {239}{169}};\ {\frac {577}{408}};\ {\frac {1393}{985}};\ {\frac {3363}{2378}}\dots }
Квадрат последней приведенной дроби равен (округлённо) 2,000000177.

## Практическое применение

### Размер бумаги
{\displaystyle \ {\sqrt {2}}} используется в соотношении сторон листа бумаги формата ISO 216 серий A и B, а также серии C по ISO 217. Соотношение сторон равно {\displaystyle 1:{\sqrt {2}}}. При разрезании листа пополам параллельно его короткой стороне получатся два листа той же пропорции. Это позволяет нумеровать форматы бумаги одним числом по убыванию площади листа (числу разрезов): А0, А1, А2, А3, А4,… и B0, B1, B2, B3...
Аналогичным способом (делением листа пополам) рациональное приближение к корню из двух (7/5) используется в форматах фотобумаги: 2R (2,5×3,5 дюйма), 3R (3,5×5 дюймов), 5R (5×7").